# Juan Carlos Portillo
Juan Carlos Portillo Leal (Sonsonate , El Salvador; 31 de diciembre de 1991) es un futbolista salvadoreño. Su posición es mediocampista y su actual club es el Alianza F. C. de la Primera División de El Salvador. Sus inicios fueron en la segunda división con el Alba Acajutla, antes de llegar a primera división estuvo en tercera división con Sonsonate Fútbol Club y Racing Jr.
Debutó en el torneo Apertura 2012 con Juventud Independiente ante Universidad de El Salvador, con el equipo opicano disputó más de un centenar de juegos, antes de llegar a Alianza FC, donde ha conseguido 6 títulos y de momento es el tercer máximo goleador de los albos en torneos cortos, solo abajo de los históricos Rodolfo Zelaya y Adonay Martínez. 

## Selección nacional
El 18 de junio de 2021 es incluido en la lista preliminar de Selección de fútbol de El Salvador para disputar la Copa Oro 2021 El 1 de julio es incluido en la lista final de El Salvador para disputar la Copa Oro 2021.

### Torneos internacionales
| Torneo                                  | Categoría | Sede                                                                   | Resultado        | Partidos | Goles |
| --------------------------------------- | --------- | ---------------------------------------------------------------------- | ---------------- | -------- | ----- |
| Copa Oro CONCACAF 2019                  | Absoluta  | Bandera de Costa Rica · Bandera de Estados Unidos · Bandera de Jamaica | Fase de grupos   | 3        | 0     |
| Liga de Naciones de la Concacaf 2019-20 | Absoluta  | CONCACAF                                                               | 1° (Grupo B)     | 6        | 3     |
| Copa Oro CONCACAF 2021                  | Absoluta  | Estados Unidos                                                         | Cuartos de final | 4        | 0     |

## Estadísticas

### Clubes
Actualizado al último partido jugado el 10 de mayo de 2025.
| Club Deportivo Juventud Independiente · El Salvador | 1.ª                 | 2012-13             | 31  | 4  | - | - | -  | - | 31  | 4  | 0.12 |
| Club Deportivo Juventud Independiente · El Salvador | 1.ª                 | 2013-14             | 31  | 3  | - | - | -  | - | 31  | 3  | 0.09 |
| Club Deportivo Juventud Independiente · El Salvador | 1.ª                 | 2014-15             | 35  | 4  | - | - | -  | - | 35  | 4  | 0.11 |
| Club Deportivo Juventud Independiente · El Salvador | Total               | Total               | 97  | 11 | 0 | 0 | 0  | 0 | 97  | 11 | 0.11 |
| Alianza Fútbol Club · El Salvador                   | 1.ª                 | 2015-16             | 41  | 14 | - | - | -  | - | 41  | 14 | 0.34 |
| Alianza Fútbol Club · El Salvador                   | 1.ª                 | 2016-17             | 45  | 14 | - | - | 4  | 0 | 49  | 14 | 0.28 |
| Alianza Fútbol Club · El Salvador                   | 1.ª                 | 2017-18             | 40  | 5  | - | - | 3  | 1 | 43  | 6  | 0.13 |
| Alianza Fútbol Club · El Salvador                   | 1.ª                 | 2018-19             | 45  | 9  | - | - | 2  | 0 | 47  | 9  | 0.19 |
| Alianza Fútbol Club · El Salvador                   | 1.ª                 | 2019-20             | 27  | 3  | - | - | 9  | 2 | 36  | 5  | 0.14 |
| Alianza Fútbol Club · El Salvador                   | 1.ª                 | 2020-21             | 36  | 10 | - | - | 1  | 0 | 37  | 10 | 0.27 |
| Alianza Fútbol Club · El Salvador                   | 1.ª                 | 2021-22             | 44  | 8  | - | - | 1  | 0 | 45  | 8  | 0.18 |
| Alianza Fútbol Club · El Salvador                   | 1.ª                 | 2022-23             | 29  | 5  | - | - | 4  | 0 | 33  | 5  | 0.15 |
| Alianza Fútbol Club · El Salvador                   | 1.ª                 | 2023-24             | 48  | 6  | - | - | -  | - | 48  | 6  | 0.13 |
| Alianza Fútbol Club · El Salvador                   | 1.ª                 | 2024-25             | 37  | 6  | - | - | 4  | 1 | 41  | 7  | 0.17 |
| Alianza Fútbol Club · El Salvador                   | 1.ª                 | 2025-26             |     |    |   |   |    |   |     |    |      |
| Alianza Fútbol Club · El Salvador                   | Total               | Total               | 392 | 80 | 0 | 0 | 28 | 4 | 420 | 84 | 0.20 |
| Total en su carrera                                 | Total en su carrera | Total en su carrera | 489 | 91 | 0 | 0 | 28 | 4 | 517 | 95 | 0.18 |
| (2) No incluye goles en partidos amistosos.         |                     |                     |     |    |   |   |    |   |     |    |      |

### Selección nacional
Actualizado al último partido jugado el 15 de julio de 2021.
| Selección              | Año   | Eliminatorias | Eliminatorias | Eliminatorias | Continental | Continental | Continental | Mundial | Mundial | Mundial | Amistosos | Amistosos | Amistosos | Total | Total | Total  | Media goleadora |
| Selección              | Año   | Part.         | Goles         | Asist.        | Part.       | Goles       | Asist.      | Part.   | Goles   | Asist.  | Part.     | Goles     | Asist.    | Part. | Goles | Asist. | Media goleadora |
| ---------------------- | ----- | ------------- | ------------- | ------------- | ----------- | ----------- | ----------- | ------- | ------- | ------- | --------- | --------- | --------- | ----- | ----- | ------ | --------------- |
| Absoluta · El Salvador |       |               |               |               |             |             |             |         |         |         |           |           |           |       |       |        |                 |
| 2016                   | —     | —             | —             | —             | —           | —           | —           | —       | —       | 2       | 0         | 0         | 2         | 0     | 0     | 0.00   |                 |
| 2019                   | —     | —             | —             | 9             | 3           | 0           | —           | —       | —       | 2       | 0         | 0         | 11        | 3     | 0     | 0.27   |                 |
| 2020                   | —     | —             | —             | —             | —           | —           | —           | —       | —       | 1       | 0         | 0         | 1         | 0     | 0     | 0.00   |                 |
| 2021                   | 3     | 1             | 0             | 4             | 0           | 0           | —           | —       | —       | 2       | 0         | 0         | 9         | 1     | 0     | 0.11   |                 |
| Total                  | 3     | 1             | 0             | 13            | 3           | 0           | 0           | 0       | 0       | 7       | 0         | 0         | 23        | 4     | 0     | 0.17   |                 |
| Total                  | Total | 3             | 1             | 0             | 13          | 3           | 0           | 0       | 0       | 0       | 7         | 0         | 0         | 23    | 4     | 0      | 0.17            |
| 1. 2.                  |       |               |               |               |             |             |             |         |         |         |           |           |           |       |       |        |                 |

### Goles internacionales
| Núm. | Fecha                   | Lugar                                                                                 | Rival                                | Gol   | Resultado | Competición                 |
| ---- | ----------------------- | ------------------------------------------------------------------------------------- | ------------------------------------ | ----- | --------- | --------------------------- |
| 1    | 15 de octubre de 2019   | Beausejour Stadium, Gros Islet, Santa Lucía                                           | Santa Lucía                          | 2 - 0 | 2 - 0     | Liga de Naciones 2019 - 20  |
| 2    | 16 de noviembre de 2019 | Estadio Cuscatlán, San Salvador, El Salvador                                          | Montserrat                           | 1 - 0 | 1 - 0     | Liga de Naciones 2019 - 20  |
| 3    | 19 de noviembre de 2019 | Estadio Cuscatlán, San Salvador, El Salvador                                          | República Dominicana                 | 1 - 0 | 2 - 0     | Liga de Naciones 2019 - 20  |
| 4    | 5 de junio de 2021      | Estadio Bethlehem Soccer Complex, Christiansted, Islas Vírgenes de los Estados Unidos | Islas Vírgenes de los Estados Unidos | 0 - 2 | 0 - 7     | Clasificación Concacaf 2022 |

## Palmarés

### Títulos nacionales
| Título           | Club       | País        | Año    |
| ---------------- | ---------- | ----------- | ------ |
| Primera División | Alianza FC | El Salvador | A-2015 |
| Primera División | Alianza FC | El Salvador | A-2017 |
| Primera División | Alianza FC | El Salvador | C-2018 |
| Primera División | Alianza FC | El Salvador | A-2019 |
| Primera División | Alianza FC | El Salvador | A-2020 |